# Навал
Навал (вар.: Bungto san Naval; себ.: Lungsod sa Naval; філ.: Bayan ng Naval) — муніципалітет в провінції Біліран в регіоні Східні Вісаї на Філіппінах. Є адміністративним центром провінції. Згідно з переписом 2015 року населення муніципалітету становило 54 692 особи.